# Championnat de France de rugby à XIII 1944-1945
Navigation
Édition précédente Édition suivante
Le Championnat de France de rugby à XIII 1944-45 oppose pour la saison 1944-1945 les meilleures équipes françaises de rugby à XIII au nombre de douze après cinq années d'interdiction du rugby à XIII en France.

## Liste des équipes en compétition
| Albi Béziers Bordeaux Carcassonne Cote Basque Lézignan XIII Catalan Tarbes Toulouse O. Stad. Toulouse Villeneuve-sur-Lot |

Douze équipes participent au championnat de France de première division, le premier d'après Seconde Guerre mondiale à la suite de l'interdiction du rugby à XIII en France.

## Déroulement de la compétition

### Classement de la première phase
Le Championnat se déroule en phase régulière autour de deux poules - la première dite "Sud-Ouest" avec Villeneuve-sur-Lot, Albi, Côte basque, Bordeaux et Tarbes, et la seconde dite "Sud" avec Carcassonne, Lézignan, XIII Catalan et Toulouse.

## Tableau final
|  | Quarts de finale             | Quarts de finale             | Quarts de finale             | Quarts de finale             |                         |                         | Demi-finales         | Demi-finales         | Demi-finales         | Demi-finales         |  |  | Finale                                           | Finale                                           | Finale                                           | Finale                                           |
|  |                              |                              |                              |                              |                         |                         |                      |                      |                      |                      |  |  |                                                  |                                                  |                                                  |                                                  |
|  | Le 22 avril 1945 à Perpignan | Le 22 avril 1945 à Perpignan | Le 22 avril 1945 à Perpignan | Le 22 avril 1945 à Perpignan |                         |                         | Le 6 mai 1945 à Lyon | Le 6 mai 1945 à Lyon | Le 6 mai 1945 à Lyon | Le 6 mai 1945 à Lyon |  |  | Le 20 mai 1945 au stade Jean-Laffon de Perpignan | Le 20 mai 1945 au stade Jean-Laffon de Perpignan | Le 20 mai 1945 au stade Jean-Laffon de Perpignan | Le 20 mai 1945 au stade Jean-Laffon de Perpignan |
|  | Le 22 avril 1945 à Perpignan | Le 22 avril 1945 à Perpignan | Le 22 avril 1945 à Perpignan | Le 22 avril 1945 à Perpignan |                         |                         | Le 6 mai 1945 à Lyon | Le 6 mai 1945 à Lyon | Le 6 mai 1945 à Lyon | Le 6 mai 1945 à Lyon |  |  | Le 20 mai 1945 au stade Jean-Laffon de Perpignan | Le 20 mai 1945 au stade Jean-Laffon de Perpignan | Le 20 mai 1945 au stade Jean-Laffon de Perpignan | Le 20 mai 1945 au stade Jean-Laffon de Perpignan |
|  | A.S. Carcassonne             | A.S. Carcassonne             | 42                           | 42                           |                         |                         | Le 6 mai 1945 à Lyon | Le 6 mai 1945 à Lyon | Le 6 mai 1945 à Lyon | Le 6 mai 1945 à Lyon |  |  | Le 20 mai 1945 au stade Jean-Laffon de Perpignan | Le 20 mai 1945 au stade Jean-Laffon de Perpignan | Le 20 mai 1945 au stade Jean-Laffon de Perpignan | Le 20 mai 1945 au stade Jean-Laffon de Perpignan |
|  | A.S. Carcassonne             | A.S. Carcassonne             | 42                           | 42                           |                         |                         | Le 6 mai 1945 à Lyon | Le 6 mai 1945 à Lyon | Le 6 mai 1945 à Lyon | Le 6 mai 1945 à Lyon |  |  | Le 20 mai 1945 au stade Jean-Laffon de Perpignan | Le 20 mai 1945 au stade Jean-Laffon de Perpignan | Le 20 mai 1945 au stade Jean-Laffon de Perpignan | Le 20 mai 1945 au stade Jean-Laffon de Perpignan |
|  | Bordeaux                     | Bordeaux                     | 17                           | 17                           |                         |                         | Le 6 mai 1945 à Lyon | Le 6 mai 1945 à Lyon | Le 6 mai 1945 à Lyon | Le 6 mai 1945 à Lyon |  |  | Le 20 mai 1945 au stade Jean-Laffon de Perpignan | Le 20 mai 1945 au stade Jean-Laffon de Perpignan | Le 20 mai 1945 au stade Jean-Laffon de Perpignan | Le 20 mai 1945 au stade Jean-Laffon de Perpignan |
|  | Bordeaux                     | Bordeaux                     | 17                           | 17                           | A.S. Carcassonne        | A.S. Carcassonne        | 16                   | 16                   |                      |                      |  |  | Le 20 mai 1945 au stade Jean-Laffon de Perpignan | Le 20 mai 1945 au stade Jean-Laffon de Perpignan | Le 20 mai 1945 au stade Jean-Laffon de Perpignan | Le 20 mai 1945 au stade Jean-Laffon de Perpignan |
|  | Le 8 avril 1945              |                              |                              |                              | A.S. Carcassonne        | A.S. Carcassonne        | 16                   | 16                   |                      |                      |  |  | Le 20 mai 1945 au stade Jean-Laffon de Perpignan | Le 20 mai 1945 au stade Jean-Laffon de Perpignan | Le 20 mai 1945 au stade Jean-Laffon de Perpignan | Le 20 mai 1945 au stade Jean-Laffon de Perpignan |
|  |                              |                              | XIII Catalan                 | XIII Catalan                 | 13                      | 13                      |                      |                      |                      |                      |  |  | Le 20 mai 1945 au stade Jean-Laffon de Perpignan | Le 20 mai 1945 au stade Jean-Laffon de Perpignan | Le 20 mai 1945 au stade Jean-Laffon de Perpignan | Le 20 mai 1945 au stade Jean-Laffon de Perpignan |
|  | XIII Catalan                 | XIII Catalan                 | XIII Catalan                 | XIII Catalan                 | 13                      | 13                      | 26                   | 26                   |                      |                      |  |  | Le 20 mai 1945 au stade Jean-Laffon de Perpignan | Le 20 mai 1945 au stade Jean-Laffon de Perpignan | Le 20 mai 1945 au stade Jean-Laffon de Perpignan | Le 20 mai 1945 au stade Jean-Laffon de Perpignan |
|  | XIII Catalan                 | XIII Catalan                 | Le 29 avril 1945 à Bordeaux  |                              |                         |                         | 26                   | 26                   |                      |                      |  |  | Le 20 mai 1945 au stade Jean-Laffon de Perpignan | Le 20 mai 1945 au stade Jean-Laffon de Perpignan | Le 20 mai 1945 au stade Jean-Laffon de Perpignan | Le 20 mai 1945 au stade Jean-Laffon de Perpignan |
|  | R.C. Albigeois               | R.C. Albigeois               | 6                            | 6                            |                         |                         |                      |                      |                      |                      |  |  | Le 20 mai 1945 au stade Jean-Laffon de Perpignan | Le 20 mai 1945 au stade Jean-Laffon de Perpignan | Le 20 mai 1945 au stade Jean-Laffon de Perpignan | Le 20 mai 1945 au stade Jean-Laffon de Perpignan |
|  | R.C. Albigeois               | R.C. Albigeois               | 6                            | 6                            | A.S. Carcassonne        | A.S. Carcassonne        | 13                   | 13                   |                      |                      |  |  |                                                  |                                                  |                                                  |                                                  |
|  | Le 8 avril 1945              |                              |                              |                              | A.S. Carcassonne        | A.S. Carcassonne        | 13                   | 13                   |                      |                      |  |  |                                                  |                                                  |                                                  |                                                  |
|  |                              |                              | Toulouse olympique XIII      | Toulouse olympique XIII      | 12                      | 12                      |                      |                      |                      |                      |  |  |                                                  |                                                  |                                                  |                                                  |
|  | Toulouse olympique XIII      | Toulouse olympique XIII      | Toulouse olympique XIII      | Toulouse olympique XIII      | 12                      | 12                      | 6                    | 6                    |                      |                      |  |  |                                                  |                                                  |                                                  |                                                  |
|  | Toulouse olympique XIII      | Toulouse olympique XIII      |                              |                              |                         |                         |                      |                      |                      |                      |  |  |                                                  |                                                  |                                                  |                                                  |
|  | U.S. Villeneuve              | U.S. Villeneuve              | 5                            | 5                            |                         |                         |                      |                      |                      |                      |  |  |                                                  |                                                  |                                                  |                                                  |
|  | U.S. Villeneuve              | U.S. Villeneuve              | 5                            | 5                            | Toulouse olympique XIII | Toulouse olympique XIII | 13                   | 13                   |                      |                      |  |  |                                                  |                                                  |                                                  |                                                  |
|  | Le 15 avril 1945 à Bordeaux  |                              |                              |                              | Toulouse olympique XIII | Toulouse olympique XIII | 13                   | 13                   |                      |                      |  |  |                                                  |                                                  |                                                  |                                                  |
|  |                              |                              | Côte basque XIII             | Côte basque XIII             | 7                       | 7                       |                      |                      |                      |                      |  |  |                                                  |                                                  |                                                  |                                                  |
|  | Côte basque XIII             | Côte basque XIII             | Côte basque XIII             | Côte basque XIII             | 7                       | 7                       | 29                   | 29                   |                      |                      |  |  |                                                  |                                                  |                                                  |                                                  |
|  | Côte basque XIII             | Côte basque XIII             |                              |                              |                         |                         |                      | 29                   |                      |                      |  |  |                                                  |                                                  |                                                  |                                                  |
|  | F.C. Lézignan                | F.C. Lézignan                | 8                            | 8                            |                         |                         |                      |                      |                      |                      |  |  |                                                  |                                                  |                                                  |                                                  |
|  | F.C. Lézignan                | F.C. Lézignan                | 8                            | 8                            |                         |                         |                      |                      |                      |                      |  |  |                                                  |                                                  |                                                  |                                                  |
|  |                              |                              |                              |                              |                         |                         |                      |                      |                      |                      |  |  |                                                  |                                                  |                                                  |                                                  |

### Finale
(mt : 10 - 2)
Homme du match :
Points marqués :
- Carcassonne: 3 essais de G. LLari, Labazuy et Moutou ; 2 transformations de Puig-Aubert
- Toulouse Olympique: 2 essais de Sabarthès et Pérez, 1 transformation de Chevallier, 2 pénalités de Chevallier

Évolution du score : 5-0, 5-2, 8-2, 10-2 (mi-temps), 
Arbitre : 
Spectateurs : 
Composition des équipes :
- Carcassonne: Puig-Aubert - Georges Llari, Roger Raynaud, Jep Maso, Frédéric Trescases - Félix Bergèse, François Labazuy - Jean Poch, Martin Martin, Louis Carrère, Louis Mazon, Henri Moutou, Germain Calbète - Entraîneur :
- Toulouse olympique: Marcel Teychenné - Armand Vigneau, Sabarthez, Étienne Cougnenc, Thiébaut - Duffau, René Duffort - Maurel, Chevallier, Lataillade, René Coll, Marcel Dax, Raoul Pérez - Entraîneur :

La première finale du Championnat d'après-guerre se déroule au stade Jean-Laffon à Perpignan devant un public venu nombreux. Cette finale ouvre l'ère de Carcassonne qui dominera les années 1940 et 1950. Bien que battu par le XIII Catalan la semaine précédente en finale de la Coupe de France après avoir écarté 20-0 Toulouse dans les tours précédents, Carcassonne présente pour cette finale de Championnat un rugby « solide, percutante et plein de flamme » face à une équipe de Toulouse qui repose sur « un pack expérimenté et à une « grosse » première ligne ».
Carcassonne ouvre le score lors de la première période sur un essai de Llari transformé par Puig-Aubert. Le Toulousain Chevallier répond par une pénalité auquel Carcassonne répond par un nouvel essai de Labazuy et un coup de pied de Puig-Aubert pour mener à la mi-temps sur le score de 10-2. En seconde période, Toulouse revient dans la partie et parvient à égaliser 10-10 en devenant plus agressif avec des essais de Sabarthès et Pérez et la transformation de Teychenné sur ce dernier. Finalement, Carcassonne inscrit alors un essai par Moutou tandis que Toulouse ne parvient qu'à marquer une pénalité de Chevallier. Les canaris (surnom de l'équipe de Carcassonne) remportent le premier titre de Championnat de France de leur histoire.

## Effectifs des équipes présentes
| Carcassonne        | Félix Bergèse (c) Germain Calbète Louis Carrère François Labazuy Lachet Georges Llari Louis Llari Martin Martin Jep Maso Louis Mazon Henri Moutou Jean Poch Édouard Ponsinet Puig-Aubert Roger Raynaud Frédéric Trescazes Triard | Toulouse | Bernard Cesses Chevallier René Coll Marcel Dax Étienne Cougnenc Duffau René Duffort Lataillade Maurel Raoul Pérez Sabarthez Marcel Teychenné Thiébaut Armand Vigneau |
| XIII Catalan       | Bénoît André Bruzy Cantié Irénée Carrère Robert Casse Guy Casini Gaston Comes Paul Dejean Drevet Henri Gras Louis Montagne François Noguères Soler Ambroise Ulma                                                                 | Bordeaux | Audignon Barrère Brisson Caillon Caupos Courtade Cussac Raymond Detchart Fachan Irrunberry Lacaule Jean Loyola Pedemay Rodriguez Toffoletti                          |
| Villeneuve-sur-Lot | Amblard Brouzat Maurice Brunetaud Gaston Calixte Carabignac Marcel Daffis Gabriel Genoud Gironde Marius Guiral Odé Lepes Macchi Jean Quéroli Savary Trinque                                                                      | Tarbes   | Greletty Lafitte Louis Larrieu |
| Côte basque        | Robert Caillou Pierre Etchart | Lézignan | Aribour Gelis Michel Lopez Puyuelo |
| Albi               | Barrau Bergès Marcel Blanc Blanc Bordenave Castro Detchard Pierre Fortuné Gimenez Jensous Magnaud Alphonse Pallarès Raynal Rouanet Stevenot Michel Trilles Jean-Marie Vignal                                                     |          | |